# Rocket Arena
Rocket Arena (RA) це безкоштовний мод для багатокористувацьких шутерів від першої особи, таких як Quake, Quake II, Quake III Arena та Quake 4. Також схожі моди існують для ігор Half-Life, де зветься Lambda Arena, та Unreal Tournament. Rocket Arena був створений співробітником GameSpy на ім'я Девід "crt" Райт (англ. David "crt" Wright). Мод вперше з'явився для гри Quake у 1997 році, менш ніж через рік після виходу Quake. Та якість з якою він був зроблений дуже сильно вплинуло на майбутні ігрові моди що створювалися гравцями.

## Геймплей
Rocket Arena дуже близька до звичайного дезматчу(англ. deathmatch) тим, що гравці грають кожний сам за себе, та ціллю гри є набрати якомога більше фрагів. Основна відмінність в тому, що гравці починають з повним запасом зброї та спорядження, також вся ця зброя та спорядження виключаються з мапи, задля запобігання поповнювання спорядження. Така невелика, на перший погляд зміна, змінює сам сенс гри в режимі Дезматч, з звичного "контролювання ресурсів" — коли гравець, обирає найкращій на його погляд маршрут по мапі, протягом якого він буде збирати усі корисні ресурси (наприклад якщо на мапі є червона броня, ракетниця, та megahealth, то непогано було б розробити такий маршрут щоб включав усі три ресурси), аби вони не дісталися опонентам, що зробить їх слабкими та вразливими. Отже Rocket Arena безпосередньо зосереджена на бійці, де одразу після респауну гравець має усе що йому потрібно задля повноцінної гри.
Кожна гра включає до себе один або декілька раундів. Кожний раунд починається з респауну гравців у випадкових місцях карти (усі можливі місця задані мапі заздалегідь, як правило її розробником). Коли гравець вбитий, він не відроджується знову,  натомість він переміщується до режиму гри spectate(режим глядача), в якому перебуває доти, доки одна з команд не буде повністю винищена. Команда що залишається виграє, після чого починається наступний раунд. Команда що виграла більшу частину раундів — виграє гру.

### Стандартний вигляд моду
Кожний гравець створює команду, або залучається до іншої, залежно від кількості гравців для команди. Формується черга, та перші дві команди починають гру, яка може складатися з декількох раундів. Команда переможець залишається на вершині черги, та змагається з наступною командою, допоки програвша команда не стане останньою в черзі.

### Clan Arena
Кожний гравець долучається до Червоної або Синьої команд, та ці команди можуть зіграти декілька раундів в одній грі. Кожен гравець може грати кожний раунд, а тому що нема інших команд, гравцям не потрібно очікувати своєї черги. Арена Кланів також стала популярною тому що гравець не може задавати шкоди собі та іншим гравцям своєї команди. Що в свою чергу відкрило широкий доступ до різноманітних трюків з Rocket Jump'ом, або іншим (наприклад трюки за допомогою Plasma Gun в Quake 3)

### Red Rover
Кожний гравець долучається до Червоної або Синьої команди, та ці команди грають гру яка складається з цього одного матчу. У цьому моді, коли гравець вбитий, він відразу відроджується, але вже за іншу команду. Це дозволяє грати один раунд дуже довго, замістьтого щоб чекати коли раунд скінчиться. Гра закінчується коли одна з команд повністю знищена. Також тут дещо змінена система нарахування очок — коли гравець заробляє фраг йому нараховується одне очко, проте коли гравець помирає одне очко забирається. Той гравець що на кінець гри заробив більше всіх очок, той і стає переможцем гри.

### Тренувальний мод
Цей мод не передбачає команд або командної гри. Кожен гравець заходить на мапу як невидимка з нескінченним запасом амуніції. Як зрозуміло з назви цей мод для практики та тренувань, отже в ньому можна вивчати усякі премудрості гри та різних мап.

## Популярність
Мета Rocket Arena моду в корегуванні деяких слабкостей звичайного дезматчу. Як правило, у дезматчі, вбиті гравці відроджуються доволі слабкими — в них немає ані броні ані якогось бодай трохи потужної зброї, отже їх доволі просто вбити знову якщо у опонента є потужніша зброя. Таким чином декілька гравців можуть контролювати усі ресурси на мапі, та з легкістю вбивати тільки-но відродившихся опонентів, майже не вмираючи самим. Така практика не завжди добре відображає вміння добре битися у домінуючих гравців, проте замість цього добре відображає їх знання мапи та знання оптимальних маршрутів для збирання усіх важливих бонусів.
Отже мета Rocket Arena вилучити такий чинник дисбалансу як слабкість після відродження, та повністю зосередитися на бойових вміннях гравців.

## Реакція критиків
Rocket Arena 3, версія моду до гри Quake III Arena отримав блискучі оцінки у журналу PC Zone, які дорівнювали 89%. Також був оцінений мод Rocket Arena: UT (для Unreal Tournament) на 4 з 5 балів.